# День народження (фільм, 1982)
«День народження» (рос. «День рождения») — радянський художній фільм 1982 року, знятий на кіностудії «Мосфільм».

## Сюжет
Після смерті дружини життя у Петра Максимовича Звєрєва складалася не дуже щасливо: важко розвивалися відносини з жінкою, яку полюбив, і також нелегко було з дорослими дітьми. І тому нічого особливого і радісного він не чекав від наступаючого дня свого народження…

## У ролях
- Анатолій Ромашин — Петро Максимович Звєрєв
- Євген Герасимов — Максим, син Звєрєва
- Алла Чернова — Валентина, дочка Звєрєва, лікар
- Світлана Тормахова — Тоня Ремізова, конструктор, кохана Звєрєва
- Віктор Проскурін — Віталій Тихонович Деревякін
- Лариса Блінова — Наталія Дмитрівна, секретар Звєрєва
- Борис Щербаков — Семен Михайлович Акімов
- Сергій Присєлков — Сергій, чоловік Валентини
- Микола Прокопович — Гостюхін
- Лев Борисов — Федір Шилкін, водій Звєрєва
- Катерина Васильєва — Світа, дружина Максима
- Іван Рижов — Вєдишев
- Вадим Спиридонов — директор комбінату
- Юрій Саг'янц — Григорян, лікар-хірург
- Руслан Бут — Вовка, онук Звєрєва
- Володимир Сизов — друг Вовки
- Юрій Количев — Кузнецов
- Олександра Дорохіна — Віра Іллівна
- Раїса Царьова — епізод
- Костянтин Тиртов — співробітник
- Віктор Уральський — начальник цеху
- Емілія Сердюк — епізод
- Михайло Розанов — офіціант
- Андрій Мадєєв — Сергій, син Тоні
- Олександра Харитонова — співробітниця комбінату
- Маргарита Жарова — епізод

## Знімальна група
- Режисер — Леонід Марягін
- Сценаристи — Дмитро Васіліу, Леонід Марягін
- Оператор — Юрій Авдєєв
- Композитор — Ян Френкель
- Художник — Фелікс Ясюкевич